# João Quirino
João Pedro Jacinto da Silva, mais conhecido como João Quirino (Quirinópolis, 2 de novembro de 1994), é um youtuber, humorista e ator brasileiro. Fez sucesso no Instagram com vídeos pagando micos em público.

## Biografia
João Pedro Jacinto da Silva é natural de Quirinópolis, no interior de Goiás e tem 4 irmãos, todos chamados João. 
Foi criado em uma fazenda até os 12 anos de idade. Mudou-se para Miami com sua família em 2007, onde morou por um ano. De volta ao Brasil, começou a cantar e deu início à sua carreira profissional, gravando um CD e cinco videoclipes. 
Em 2013, mudou-se para Goiânia para tentar o sucesso como cantor sertanejo. Após ter falhado como cantor, decidiu se mudar para São Paulo e estudar teatro para tentar a carreira de ator. Cursou artes cênicas na escola Célia Helena, onde se formou. Mais uma vez sem sucesso agora como ator, resolveu gravar vídeos para a internet.
Em agosto de 2016, começou a gravar vídeos de comédia para o YouTube e o Instagram. Pouco tempo depois, começou a ser repostado por cantores como Wesley Safadão, Gusttavo Lima, Luan Santana, Marília Mendonça, Felipe Araújo, Gabriel Diniz, Kevinho, Matheus & Kauan entre outros.
Seus vídeos cantando e dançando em público se tornaram uma marca, além das esquetes e pegadinhas, como aquela em que ele simula perder a prova do Enem, que viralizou no Brasil inteiro. Ao longo de quase 3 anos gravando vídeos, acumula mais de 150 milhões de visualizações e vários vídeos virais. Participou do elenco do filme de 2020 O Melhor Verão das Nossas Vidas, junto com as BFF Girls e Giovanna Chaves.
João Quirino tem hoje mais de 1,5 milhão de seguidores no Instagram, 1,08 milhão de inscritos em seu canal no YouTube e 1 milhão curtidas na página do Facebook. Por onde passa conquista a todos com sua humildade e alegria, isso se reflete no seu jeito de vestir que virou sua principal marca, sempre usando roupas coloridas e estampadas dos pés a cabeça.

## Trabalhos

### Cinema
| Ano  | Título                          | Papel        |
| ---- | ------------------------------- | ------------ |
| 2020 | O Melhor Verão das Nossas Vidas | Apresentador |

### Videoclipes
| Ano  | Título            | Artista        |
| ---- | ----------------- | -------------- |
| 2019 | "Piscininha Amor" | Whadi Gama     |
| 2019 | "Sexta-Feira"     | Jonas Esticado |
| 2021 | "Osmar"           | Flay           |